# БК Берое
Баскетболен клуб „Берое“ е български отбор от град Стара Загора.

## История
Основан през 1958 г., след обединение на дружествата „Ботев“ и „Локомотив“.
През 1987 г. клубът е прехвърлен към новоучреденото ДФС „Електрон“, там обаче закриват мъжкия баскетболен отбор.
През 2001 г. след обединение на баскетболните клубове ДЗУ АД и секция баскетбол към Локомотив е възстановен Баскетболен Клуб Берое и мъжкия отбор на града. Берое има и женски отбор.

## Успехи
Мъже
- Купа на България (баскетбол) (1): 2017 г.
- Носител на Балканска лига (1): 2016 – 2017
- Супер купа на България: (1): 2017 г.

Жени
- Национална баскетболна лига (жени) (2): 1990, 1992 г.
- Адриатическа лига (1): 2019 г.

## Настоящ състав (мъже)
| №        |         | Играч              | Позиция          | Дата на раждане      | Ръст    | Тегло   |
| Гардове  | Гардове | Гардове            | Гардове          | Гардове              | Гардове | Гардове |
| -------- | ------- | ------------------ | ---------------- | -------------------- | ------- | ------- |
| 0        |         | Hиколай Титков     | Атакуващ гард    | 19 октомври 1998 г.  | 184 см. | 70 кг.  |
| 2        |         | Адонис Файлър      | Гард             | 11 юли 1993 г.       | 195 см. | 88 кг.  |
| 10       |         | Евгени Василев     | Гард             | 5 февруари 1999 г.   | 189 см. | 70 кг.  |
| 14       |         | Борис Войков       | Гард             | 22 юни 2000 г.       | 193 см. | 78 кг.  |
| 24       |         | Тихомир Желев      | Гард             | 24 септември 1990 г. | 193 см. | 88 кг.  |
| 33       |         | Конър Франкамп     | Гард             | 16 юли 1995 г.       | 185 см. | 77 кг.  |
| Крила    |         |                    |                  |                      |         |         |
| 1        |         | Джеймс Уайт        | Крило            | 26 юли 1983 г.       | 203 см. | 108 кг. |
| 8        |         | Николай Стоянов    | Крило            | 10 март 1994 г.      | 195 см. | 98 кг.  |
| 11       |         | Ивайло Тонев       | Крило            | 4 февруари 1999 г.   | 198 см. | -- кг.  |
| 12       |         | Александър Янев    | Леко/Тежко крило | 20 януари 1990 г.    | 203 см. | 108 кг. |
| Центрове |         |                    |                  |                      |         |         |
| 5        |         | Далин Бачински     | Център           | 21 юни 1991 г.       | 213 см. | 112 кг. |
| 15       |         | Станислав Ваклинов | Център           | 7 юни 1989 г.        | 207 см. | 108 кг. |